# Deutsches Werkzeugmuseum

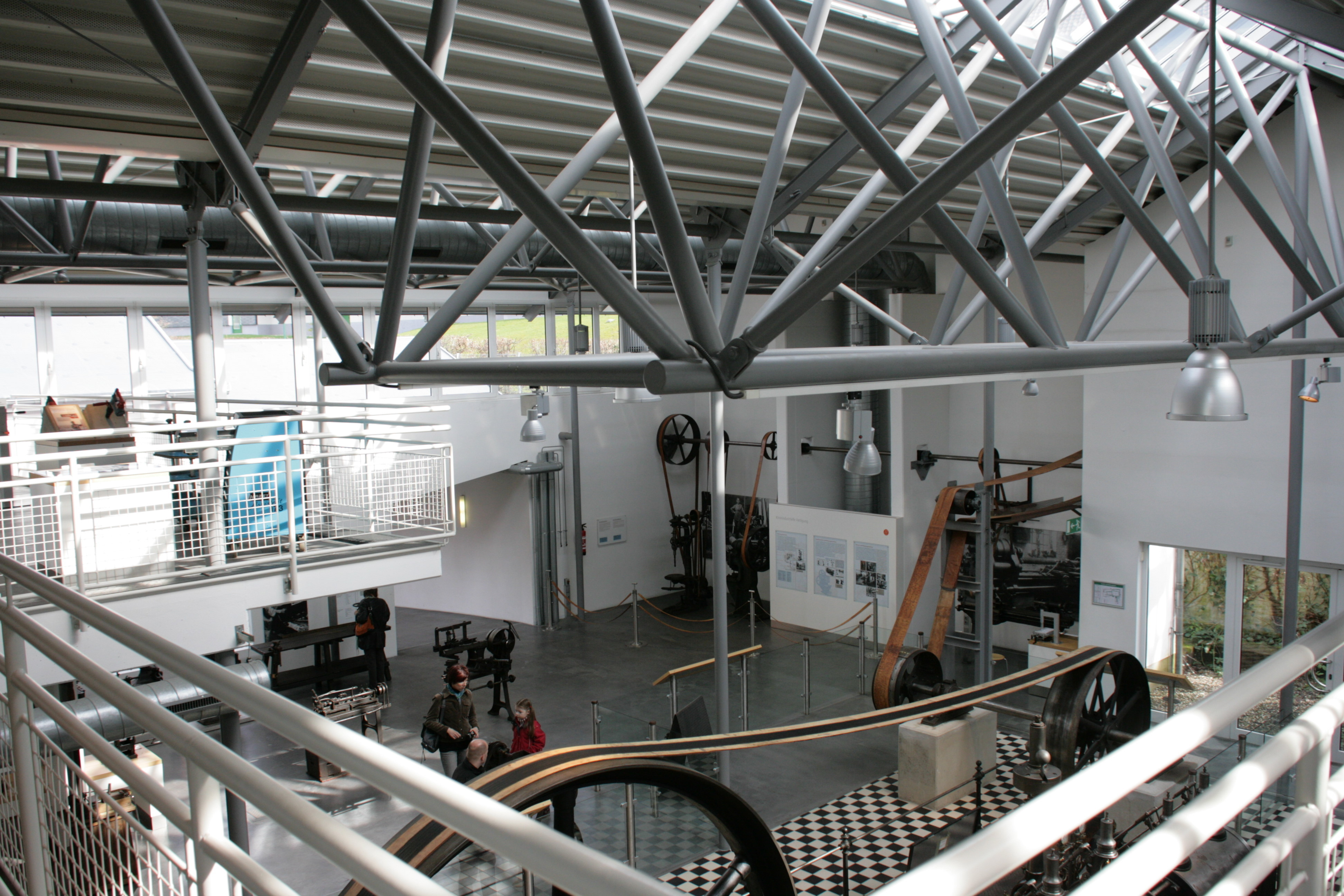
Innenansicht des Museums

Das Deutsche Werkzeugmuseum ist ein Technikmuseum in Remscheid. Die 1967 schlicht als „Werkzeugmuseum“ eröffnete Sammlung ist die einzige dieser Art in Deutschland, weshalb das Museum 1970 den heutigen, um den Nationalitätszusatz erweiterten Namen erhielt. Es beherbergt eine umfangreiche technik-, sozial- und kulturgeschichtliche Sammlung von Werkzeugen verschiedener Jahrtausende, von der Steinzeit bis zum 21. Jahrhundert. Die Sammlung hat überregionale handwerks- und industriegeschichtliche Bedeutung; sie umfasst Handwerkzeuge, Maschinenwerkzeuge und Elektrowerkzeuge.
Mit den 1996 beendeten Um- und Ausbaumaßnahmen wurde ein neues fachliches Museumskonzept entwickelt und das Deutsche Werkzeugmuseum auf der Basis dieses Konzeptes 1998 wiedereröffnet.
Das neugestaltete Werkzeugmuseum zeigt die Bedeutung des Remscheider Raums als ein wichtiges Zentrum der deutschen Werkzeugindustrie. Es dokumentiert ferner die Entwicklung der Werkzeugproduktion, der Verwendung der Werkzeuge sowie des Werkzeughandels und -vertriebs im gesamten deutschen Raum.